# Johannes Enders

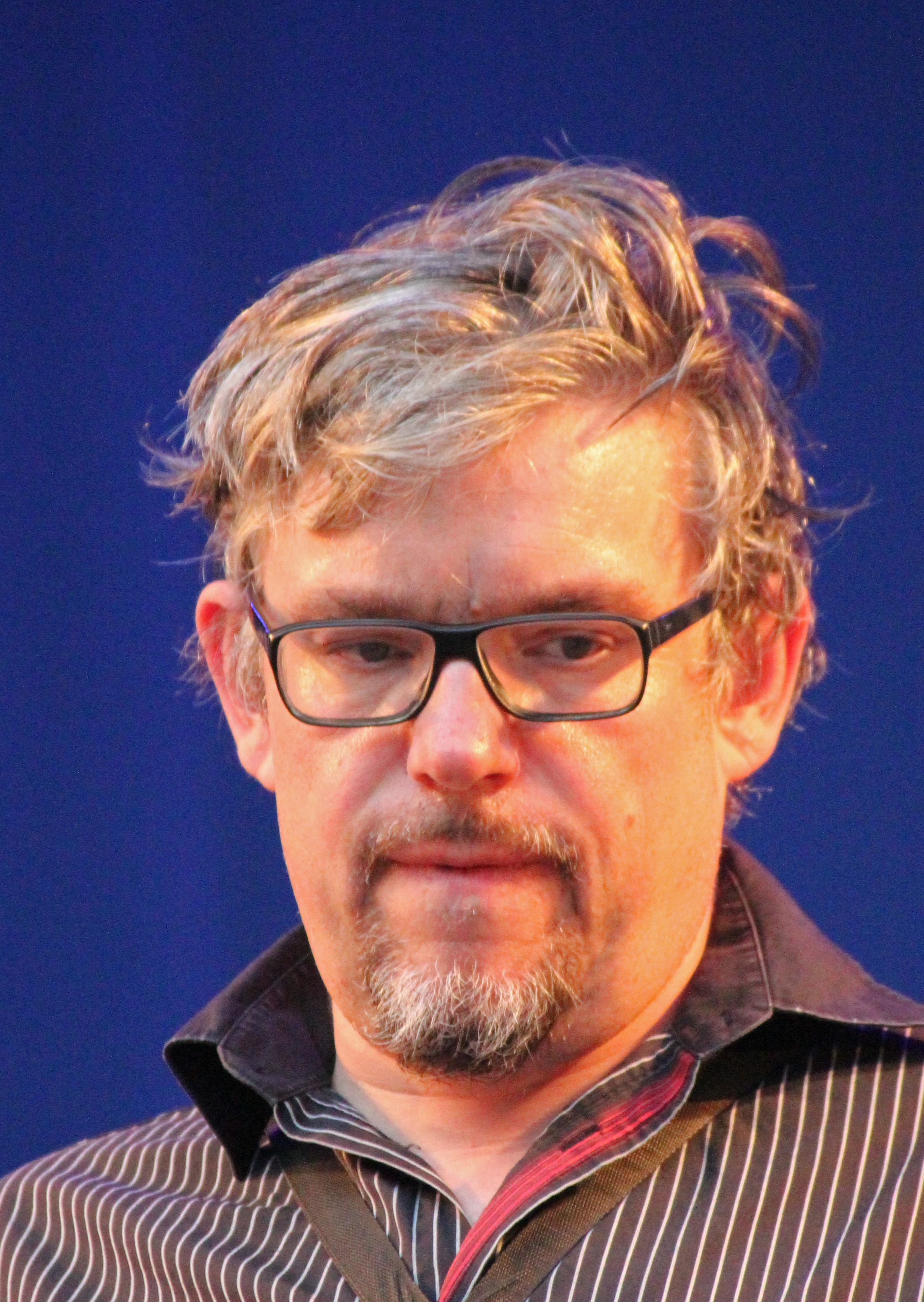
Johannes Enders

Johannes Stefan Enders (* 12. Mai 1967 in Weilheim in Oberbayern) ist ein deutscher Jazzsaxophonist.

## Leben
Während seiner Schulzeit im oberbayerischen Ort Weilheim spielte Enders Anfang der 1980er Jahre in der Musikschul-Bigband. Gemeinsam mit seinen Freunden Micha und Markus Acher (The Notwist) gründete er seine erste Band.
Im Anschluss an seine Schulzeit studierte er Musik auf dem Konservatorium in München, anschließend ab 1988 Jazz an der Hochschule für Musik und darstellende Kunst in Graz. 1990 empfahl ihn der Ex-John-Coltrane-Bassist Reggie Workman an die „Free Arts“-Abteilung der New Yorker Universität New School. Dort studierte er u. a. bei Dave Liebman und Jerry Bergonzi. In den USA nahm er unter anderem Unterricht bei Lee Konitz, Branford Marsalis, Donald Byrd, Kenny Werner, Jimmy Cobb und Jim Hall. Nach seinem US-Aufenthalt tourte er durch Südafrika. Dort nahm er 1992 die CD Reflections of South Africa mit dem Hilton Schilder Trio auf.
Anschließend kehrte er nach Weilheim zurück. Seit den 1990er Jahren spielt er mit Micha und Markus Acher, Andreas Gerth, Caspar Brandner und Ulrich Wangenheim in der Band Tied & Tickled Trio. Zusammen mit Martin Scales (git), Patrick Scales (bass), Stefan Schmid (piano) und Falk Willis (drums) gründete er 1993 die Gruppe Scalesenders.
1996 gründete er ein eigenes Quartett. Die Formation Enders Room (seit 2002 mit z. T. Rebekka Bakken, Wolfgang Haffner und Joo Kraus) erwies sich als gehaltvolles und letztlich auch erfolgreiches Elektrojazz-Projekt in der Tradition von Bugge Wesseltoft oder The Cinematic Orchestra. Enders programmiert dort auch, erzeugt elektronische Effekte und spielt Keyboard. In der Combo Triotope spielt er mit dem Bassisten Martin Zenker und dem Schlagzeuger Billy Hart.
Seit 2008 ist er Professor für Jazz-Saxophon an der Hochschule für Musik und Theater „Felix Mendelssohn Bartholdy“ Leipzig.

## Preise und Auszeichnungen
1989 - 1.Platz Österreichischer Jazzpreis Beste Band
1990 - 1.Platz Österreichischer Jazzpreis Beste Band,bester Solist
1990 -  Silver Award beim American MusicFest in San Francisco.
1991 - Teilnahme  Thelonius Monk Competition
1998 - München Kulturförderpreis
2003 - SWR-Jazzpreis
2005 - Kulturförderpreis der Stadt Weilheim
2007 -  Neue Deutsche Jazzpreis Beste Band,bester Solist
2012 -  Echo Jazz bester Saxophonist (national)
2012 -  Deutschen Musikautorenpreis mit dem Tied&Tickled Trio für das Album La Place Demon.
2015 - Bayerischer Staatspreis für Musik mit  Tied&Tickled Trio
2018 - Nominierung für den Echo Jazz  bester Saxophonist (national)

## Diskografie (Auswahl)
- Harry Pepl - Schönberg Improvations (1989, Amadeo) (mit David Liebman, Wolfgang Reisinger)
- Johannes Enders - Reflections of South Africa (1992, Jazz4Ever) (mit Hilton Schilder, Basil Moses, Kevin Gibson)
- Scalesenders This and More (1993, GLM)
- Johannes Enders - Home Ground (1996, Enja) (mit Roberto Di Gioia, Thomas Stabenow, Guido May)
- Tied & Tickled Trio Tied + Tickled Trio (1997, Payola)
- Johannes Enders - Bright Nights (1998, Enja) (mit Ingrid Jensen, George Colligan, Dwayne Burno, Howard Curtis)
- Johannes Enders - Quiet Fire (1999, Enja) (mit Vincent Herring, Roberto Di Gioia, Marc Abrams, Rick Hollander)[1]
- Enders Room Monolith (2001–2002, Enja) – (mit Rebekka Bakken und Wolfgang Muthspiel)
- Tied & Tickled Trio Observing Systems (2003, Morr Music)
- Johannes Enders - Soprano (2004, Pirouet) (mit Oliver Kent, Henning Sieverts, John Hollenbeck)
- Enders Room Human Radio (2004, Enja Records ) (mit Rebekka Bakken, Joo Kraus )
- Enders Room Hotel Alba (2006, Intuition Records)[2]
- Enders Dome (2007, Intuition) (mit Nils Petter Molvær, Ralf Schmidt, Saam Schlamminger, John Hollenbeck)[3]
- Enders Room Random Guru (2008)
- Johannes Enders Quartett feat. Don FriedmanLive in New York (2008, Ammerton)
- Carl Oesterhelt / Johannes Enders Divertimento für Tenor Saxophon und kleines Ensemble (2010 , Alien Transistor)
- Enders Room Zen Tauri (2010, Material Records)[4]
- Johannes Enders  - Billy Rubin (2011, yellowbird/Enja 9707)(mit Jean-Paul Brodbeck, Milan Nikolić, Billy Hart)
- Johannes Enders Trio - Mondvogel (2011, Jazz-Werkstatt)( mit Ed Howard , Sebastian Merk )
- Beirach/Enders/Köbberling - Summernight ( 2012 , Ammerton Records )
- Johannes Enders/Günther Baby Sommer - Sources ( 2014 , Modern Tune Music )
- Johannes Enders  - Mellowtonin (2014, Enja Records) (mit Jean-Paul Brodbeck, Milan Nikolić, Billy Hart)
- Karl Ratzer Quintet - Underground System ( 2014 , Organic Music ) (mit Karl Ratzer, Ed Neumeister, Peter Herbert, Howard Curtis )
- Johannes Enders Saxophon Quartet - ZeitGeistMaschine feat. Vincent Herring ( 2015, Laika Records )
- Enji - Mongolian Song ( 2015, Enja Records)(mit Paul Kirby, Martin Zenker, Billy Hart)
- Johannes Enders/Jürgen Geiger - In Paradisum  (2015, Enja Records)
- Bastian Stein - Victor  (2015, Pirouet Records) (mit Bastian Stein, Phil Donkin, James Maddren)
- Carl Oesterheld/Johannes Enders - The Anatomy of Melancholy ( 2016 Disco B )
- Acher/Enders/Oestreicher/Curtis - Brookland Suite ( 2017, Enja Records) (mit Micha Acher, Dan Oestreicher, Howard Curtis)
- Florian Kästner/Johannes Enders - Duo (2017 , Unit Records)
- Karl Ratzer/Johannes Enders Duo - Midnight Whistler (2017, Organic Music)
- Johannes Enders - Endorphin (2018 , Enja Records) (mit Jean-Paul Brodbeck, Phil Donkin, Howard Curtis)
- Carl Oesterhelt, Johannes Enders Heart of Darkness (Themes and Variations) (2020, Mind Tapes)